# Ida Cox
Ida Cox (Georgia, 25 de Fevereiro de 1896 - Tennessee, 10 de Novembro de 1967) foi uma uma cantora de blues Afro Americana e performista vaudeville, tida como a "Rainha sem coroa do blues".